# 국민민주당 (네팔)
국민민주당(네팔어: राष्ट्रिय प्रजातन्त्र पार्टी)은 네팔의 자유민주주의, 입헌군주주의, 힌두 국민주의 정당이다.
1990년 수리아 바하두르 타파와 로켄드라 바하두르 찬드가 손잡고 창당했다. 1997년 여당이 되었고 2000년대에는 두 당수가 갸넨드라 왕에게 총리로 임명받았다. 
현재 당주석은 라젠드라 프라사드 링덴이다.